# Markéta Přemyslovna
Markéta Přemyslovna (21. února 1296 – 8. dubna 1322) byla dcerou českého krále Václava II. a Guty Habsburské, od roku 1303 manželkou Boleslava III. Lehnického, českou princeznou a lehnickou kněžnou.
V době sňatku (rok 1303) bylo Markétě sedm let a ženichovi dvanáct. Ženichovým poručníkem a správcem jeho zemí byl český král, Markétin otec Václav II. Markéta byla až třetí Václavovou dcerou, a její manžel měl tedy po zavraždění Markétina staršího bratra Václava III. v roce 1306 jen malou šanci na získání českého trůnu. Nutno podotknout, že Markéta se – na rozdíl od starších sester (Anny a Elišky) a královny vdovy po Václavovi II. Elišky Rejčky – do bojů o český trůn nezapojovala.
Jelikož se Boleslav nedočkal věna, od roku 1308 držel Opavsko, které zabral jako náhradu. V dubnu roku 1311 uzavřel v Olomouci s novým českým králem Janem Lucemburským dohodu, na jejímž základě rezignoval na nároky své ženy a opanované území předal za úplatu (8000 hřiven) zpět Mikuláši Opavskému (dokument byl v Olomouci vystaven 11. června toho roku). Tamní šlechta se však ještě téhož roku 1311 proti Mikuláši Opavskému, Markétinu (nemanželskému) strýci, vzbouřila.
Markétin manžel Boleslav Lehnický byl během následujících let spojencem českého krále, a to i v domácích válkách mezi králem a jeho šlechtou. V letech 1321–1322 za doby Janovy nepřítomnosti byl dokonce i správcem českého království.
Markéta zemřela právě v období správcovství 8. dubna roku 1322, den po porodu třetího syna. Společně s nemluvnětem byla pochována na Zbraslavi. Z manželství zůstali naživu dva starší synové, kteří oba zanechali početné potomstvo. Boleslav se znovu oženil v roce 1326; vzal si Kateřinu, dceru chorvatského bána Mladena III.